# Eulampis
Eulampis és un gènere d'ocells de la subfamília dels politmins (Polytminae) dins la família del troquílids (Trochilidae). Aquests colibrís habiten Puerto Rico i les Antilles menors.

## Taxonomia
S'han descrit dues espècies dins aquest gènere:
- colibrí caribeny gorjaverd (Eulampis holosericeus).
- colibrí caribeny de gorja morada (Eulampis jugularis).